# Aaron Nagel
Aaron Nagel (* 1980 in Berkeley) ist ein amerikanischer Maler und der ursprüngliche Trompeter der Punk-Rock/Ska-Punk-Band Link 80. Geboren und aufgewachsen ist er im kalifornischen Berkeley.
Nach seiner Zeit bei Link 80 spielte er Gitarre bei der Band DESA mit anderen ehemaligen Link-80-Mitgliedern wie Ryan Noble, Adam Davis und Barry Krippene.
Derzeit leitet er das Two Twenty Two Design Studio und arbeitet als Künstler, dessen Arbeit zwei Rx Bandits Alben geschmückt hatte (seine Gemälde „Predictable“ und „Look Left…And The Battle Begun“ sind die Cover von The Resignation und …And the Battle Begun respectively) sowie das Cover der Split-EP seiner Band DESA und das Cover deren neustem Album „Arriving Alive“.
Seine Bilder sind seit 2005 in Einzel- und Gruppenausstellungen in den gesamten Vereinigten Staaten zu sehen.
Nagel ist Vegan Straight Edge.

## Referenzen
1. https://www.aaronnagel.com/info – Webseite von Aaron Nagel
2. https://www.youtube.com/watch?v=_ekdS4-XR_w – Video „Nick Traina“